# Etchinghill (Kent)
Pour les articles homonymes, voir Etchinghill.
 (juin 2018).
Si vous disposez d'ouvrages ou d'articles de référence ou si vous connaissez des sites web de qualité traitant du thème abordé ici, merci de compléter l'article en donnant les références utiles à sa vérifiabilité et en les liant à la section « Notes et références ».
Etchinghill est une localité du Royaume-Uni située dans le comté du Kent, district de Folkestone and Hythe.